# Komet Korlević-Jurić
Komet Korlević-Jurić ali 183P/Korlevic-Juric je periodični komet z obhodno dobo okoli 9,6 let.
.
 Komet pripada Jupitrovi družini kometov. 

## Odkritje
Komet sta 18. februarja 1999 odkrila hrvaška astronoma Korado Korlević in Mario Jurić na Observatoriju Višnjan na Hrvaškem.